# Manduca pacifica
Manduca pacifica är en fjärilsart som beskrevs av Josef Mooser 1940. Manduca pacifica ingår i släktet Manduca och familjen svärmare. Inga underarter finns listade i Catalogue of Life.